# Musculus omohyoideus
Der Musculus omohyoideus (gr.-lat. für „Schulter-Zungenbein-Muskel“) ist ein beim Menschen zweibäuchiger Skelettmuskel, welcher am Schluckakt beteiligt ist. Die beiden Bäuche des M. omohyoideus sind miteinander über eine Zwischensehne verbunden, welche ihrerseits in die Karotisscheide einstrahlt. Der untere Bauch des Musculus omohyoideus bildet die seitlich-kopfwärtige Grenze der großen Oberschlüsselbeingrube (Fossa supraclavicularis major, Syn. Trigonum omoclaviculare).
Der M. omohyoideus entspringt beim Menschen mit seinem unteren Bauch (Venter inferior) am oberen Rand des Schulterblattes (Margo superior) und hat seinen Ansatz über den oberen Bauch (Venter superior) am Körper des Zungenbeins (Os hyoideum). Innerviert wird der wegen seiner Lokalisation zur Unterzungenbeinmuskulatur gezählte Muskel durch die Ansa cervicalis profunda, welche aus dem Halsgeflecht (Plexus cervicalis) stammt.

## Funktion
Der Muskel fixiert das Zungenbein und zieht es nach unten. Er dient als Hilfsmuskel beim Schluckakt und ist beim Beugen der Kopf- und der Halsgelenke beteiligt. Durch seine Verwachsung mit der Vagina carotica spannt der Muskel bei der Kontraktion die Halsfaszie an. Durch diese Wirkung auf die Faszie (Lamina praetrachealis der Fascia colli) hält er, insbesondere bei aufrechter Körperhaltung, die Vena jugularis interna gegen einen Unterdruck offen.

## Speziesbesonderheiten
Bei Raubtieren ist der Muskel nicht ausgebildet. Bei den übrigen Säugetieren ist der Muskel zumeist nicht zweibäuchig. Bei Pferden entspringt er aus der Fascia thoracolumbalis im Schulterbereich, bei Wiederkäuern aus der tiefen Halsfaszie im Bereich der letzten Halswirbel. Der Ansatz erfolgt am Körper des Zungenbeins.